# Tropidurus tarara
Espèce
Tropidurus tarara est une espèce de sauriens de la famille des Tropiduridae.

## Répartition
Cette espèce est endémique du Paraguay. Elle se rencontre dans les départements de Concepción et d'Amambay.

## Description
Les mâles mesurent de 98,04 à 122,82 mm de longueur standard et les femelles de 88,35 à 93,97 mm.

## Publication originale
- Carvalho, 2016 : Three New Species of the Tropidurus spinulosus Group (Squamata: Tropiduridae) from Eastern Paraguay. American Museum Novitates, no 3853, p. 1-44 (texte intégral).